# Parque de la Salud de Cartago
El Parque Ecológico de la Salud de Cartago o Parque Ecológico Humedal El Samán, es un reservorio de  flora y fauna, localizado en la  zona urbana del Municipio de Cartago, Valle del Cauca, Colombia.
El parque cuenta con un humedal natural, muelle para avistamiento, senderos ecológicos, zonas de descanso y especies de aves, anfibios y reptiles que viven de forma natural en la pequeña reserva.
La quebrada Los Chorros alimenta el humedal del parque.

## Ubicación

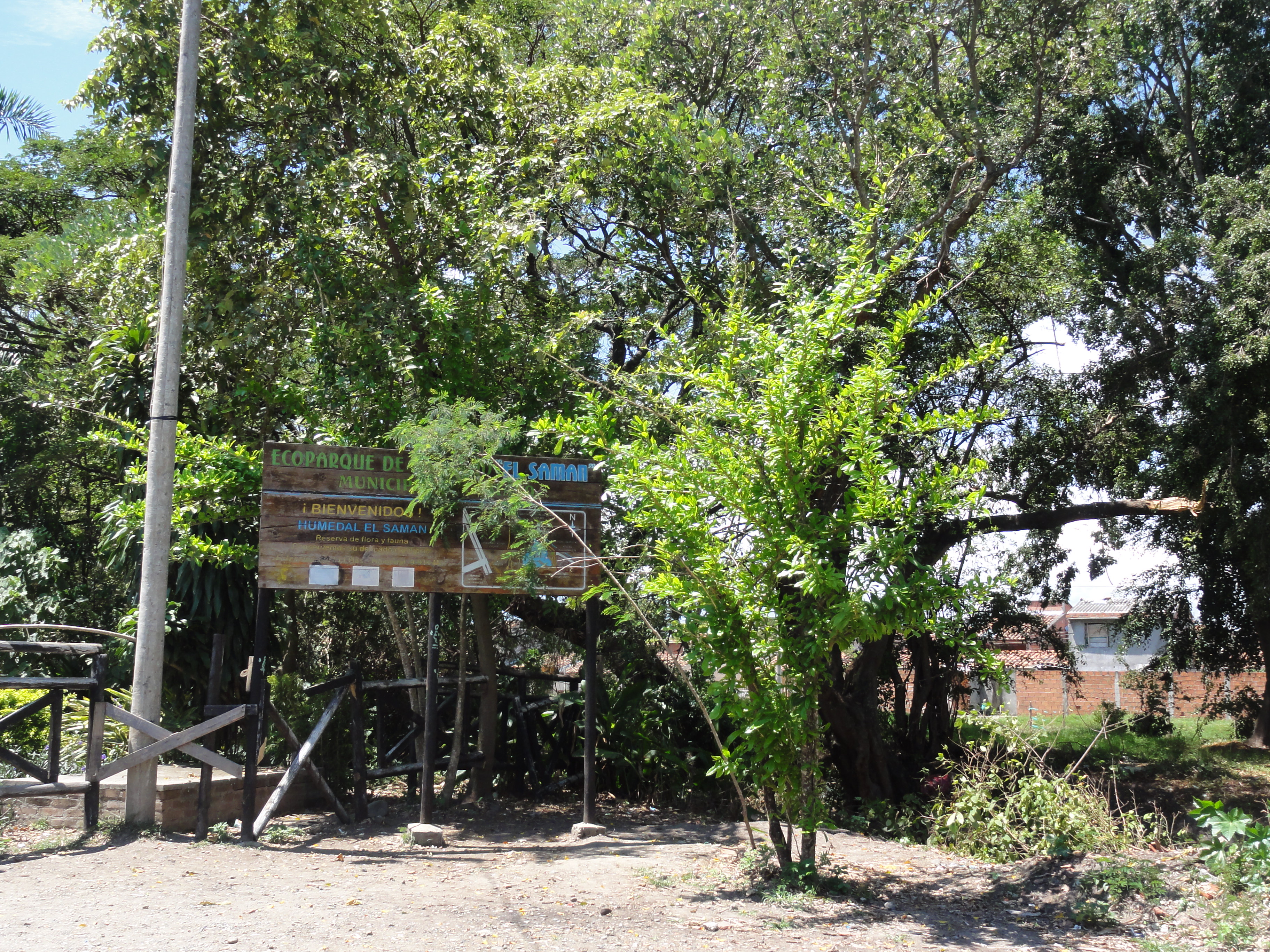
Parque de la Salud de Cartago

La entrada principal al parque se encuentra ubicada en la Diagonal 12A Calle 12.
Planos y vistas satelitales.4°44′23.6″N 75°54′47.2″O / 4.739889, -75.913111
El Humedal es visitable por el público en general, de 6:00 a 18:00, todos los días.
Estatus: espacio público del municipio de Cartago.

## Historia
En el año 1998 la alcaldía del Municipio de Cartago adquirió el predio de 3.01 ha (hectáreas) para construir un centro de salud sobre lo que ellos llamaban un espejo de agua. 
La organización no gubernamental Pescar, junto con la Organización escuela de pensamiento ambiental y la comunidad observaron el potencial del lugar y empezó a trabajar en pro de él en el año 2005, mediante ollas comunitarias que se realizaban cada domingo para recuperar y darle vida al parque ecológico de la salud.
En el año 2006, el Jardín Botánico de la Universidad de Caldas, realizó la «Caracterización Preliminar de la Biodiversidad» del parque.
Durante el año 2007 la Corporación Autónoma Regional del Valle del Cauca (CVC), contrata a la fundación Ecoambiental de Cali, para formular el Plan de Manejo del parque y desarrollar obras de infraestructura. Se realizó la adecuación de la huella peatonal, puente, aislamiento, caseta principal y batería sanitaria.

## Extensión

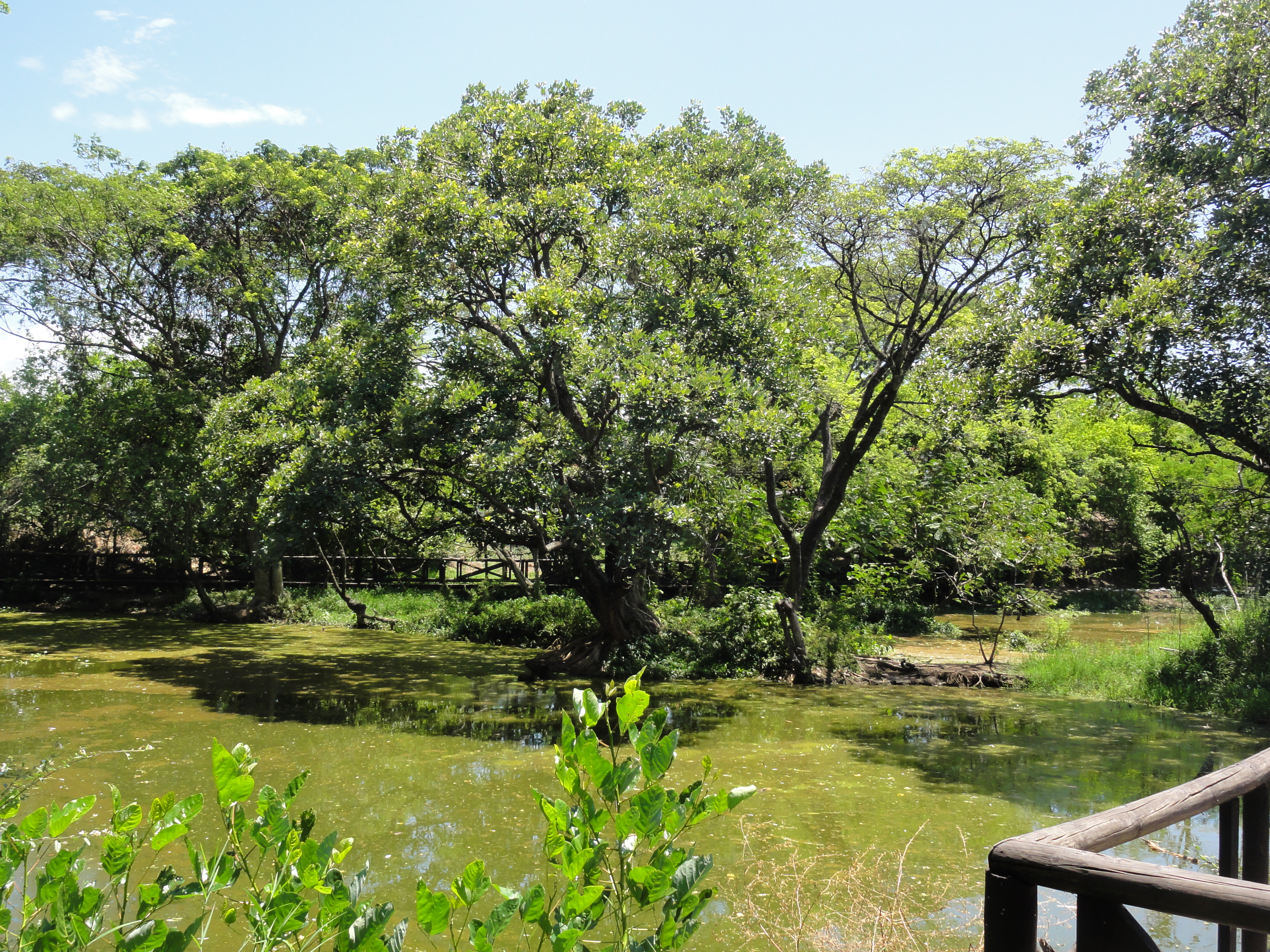
Humedal del Parque de la Salud de Cartago

El parque comprende 3,01 ha (hectáreas), en donde se identifican dos ecosistemas: uno acuático lagunar, de 0,99 ha, con una profundidad media de 0,80 m (metros), y otro terrestre, de 2,02 ha, de variada topografía y una altitud de 918 m s. n. m. (metros sobre el nivel del mar). El volumen total de agua que puede almacenar en época de máximas precipitaciones es de 8782 m3 (metros cúbicos); la mayor profundidad que puede alcanzar el humedal es de 1,70 m, y se resalta que la topografía del fondo del humedal es irregular.

## Clima
Predomina el piso tropical, con temperatura promedio de 24,68 °C, humedad relativa del 75 %, radiación solar de 141 463,8 cal/cm2, evaporación anual de 1495 mm, y precipitación anual de 1150,16 mm.

## Características
El sistema hídrico del parque ecológico lo conforman la quebrada Los Chorros y el Humedal. 
En los humedales de Cartago se encuentran especies como tortugas tapacula (Kinosternon leucostomum), iguanas (Iguana iguana), lagartos (Cnemidophorus lemniscatus), lagartijas (Anolis antonii), geckos (Gonatodes albogularis), serpientes rayuela (Dendrophidion Bivittatus),  rana colombiana (Dendropsophus columbianus), rana Colostethus fraterdanieli, sapo común, rana toro  (Lithobates catesbeianus), peces de la especie Poecilia reticulata, mariposas, etc.
El parque contiene cuatro especies de mamíferos, la chucha común (Didelphis marsupialis), la ardilla común (Sciurus granatensis) y dos especies de murciélagos de la familia Phyllostomidae pertenecientes a las subfamilias Stenodermatnae y Glossophaginae.
En el Ecoparque se han identificado 88 especies de aves pertenecientes a 32 familias, las familias con más presencias son Tyrannidae, con 14 especies, seguida por Emberizidae, con 9 y con 6 la garza y Thraupidae; también hay Fringillidae, perico común, y perico chocolero (Psittacara wagleri).
El Parque el Samán presenta coberturas típicas de bosque seco tropical en forma de relictos de vegetación con herbácea, arbórea y de humedal.
En la vegetación herbácea del parque El Samán se han observado 26 especies de 15 familias de plantas herbáceas con flores que atraen aves e insectos. Las especies herbáceas y rastreras contribuyen a mejorar la fertilidad del suelo, permitiendo los procesos de sucesión vegetal, facilitada por las condiciones climáticas, donde prospera el estrato herbáceo, que mejora las características físicas, químicas y biológicas de los suelos, propiciando la aparición de especies arbustivas y, finalmente, de los árboles.
Su vegetación arbórea, la conforman: el samán (Samanea saman), que es la especie arbórea con mayor número de ejemplares; en segundo lugar se encuentra la especie leguminosa la Leucaena, otras son el guásimo (Guazuma ulmifolia), el chamburo (Erythrina fusca), el mataratón (Gliricidia sepium), el chiminango (Pithecellobium dulce), la acacia, etc.
En la vegetación de humedal en el espejo de agua del humedal, se han localizado siete familias con abundancia en hierbas, juncos barbascos, buchones y lechugas de agua.